# مهدی محمدزاده
مهدی محمدزاده (انگلیسی: Mahdi Mohammadzadeh؛ زاده ) یک بازیکن فوتبال اهل ایران است.